# Джанел Джоргенсен
Джанел Джоргенсен (англ. Janel Jorgensen, 18 травня 1971) — американська плавчиня.
Призерка Олімпійських Ігор 1988 року.
Переможниця Панамериканських ігор 1987 року.